# Martin Koscelník
Martin Koscelník (ur. 2 marca 1995 we Vranovie nad Topľou) – słowacki piłkarz grający na pozycji prawego obrońcy. Od 2018 jest zawodnikiem klubu Slovan Liberec.

## Kariera piłkarska
Swoją karierę piłkarską Koscelník rozpoczął w klubie ŠK Futura Humenné. W 2010 roku podjął treningi w Zemplín Michalovce, a w 2014 roku awansował do pierwszej drużyny. 26 lipca 2014 zadebiutował w niej w wygranym 1:0 domowym meczu drugiej ligi słowackiej z Tatranem Liptowski Mikułasz. W sezonie 2014/2015 awansował z Zemplínem do pierwszej ligi. W zespole Zemplína grał do końca sezonu 2017/2018.
Latem 2018 Koscelník przeszedł do Slovana Liberec. W jego barwach zadebiutował 21 lipca 2018 w zwycięskim 1:0 domowym meczu z MFK Karviná. W lipcu 2020 wystąpił w barwach Slovana w przegranym 1:2 finałowym meczu Pucharu Czech ze Spartą Praga.
| Sezon   | Klub               | Kraj     | Rozgrywki    | Mecze | Gole |
| ------- | ------------------ | -------- | ------------ | ----- | ---- |
| 2014/15 | Zemplín Michalovce | Słowacja | 2. Liga      | 27    | 5    |
| 2015/16 | Zemplín Michalovce | Słowacja | Fortuna Liga | 33    | 3    |
| 2016/17 | Zemplín Michalovce | Słowacja | Fortuna Liga | 25    | 4    |
| 2017/18 | Zemplín Michalovce | Słowacja | Fortuna Liga | 29    | 8    |
| 2018/19 | Slovan Liberec     | Czechy   | 1. Liga      | 25    | 1    |
| 2019/20 | Slovan Liberec     | Czechy   | 1. Liga      | 15    | 1    |

## Kariera reprezentacyjna
W reprezentacji Słowacji Koscelník zadebiutował 7 września 2020 w zremisowanym 1:1 meczu Ligi Narodów z Izraelem, rozegranym w Netanji.